# Stella Obasanjo
Stella Obasanjo var Nigerias första dam samt kvinnorättsaktivist. Hon avled år 2005 efter en plastikoperation som gick snett.

## Biografi
Stella Obasanjo föddes i Warri i Nigeria. Hennes pappa var Unilevers första ordförande Dr Christopher Abebe och hon var äldst av sju syskon. År 1967 till 1969 läste hon engelska vid Obafemi Awolowo University varefter hon utbildade sig till sekreterare vid Pitman Institute i London.
År 1978 gifte hon sig  med Obasanjo som då var en högre arméofficer, som år 1978 blev militär statschef i Nigeria. Obasanjo hade också fyra andra fruar i äktenskapet.
Hon kämpade ivrigt mot kvinnohandel och brann för välgörenhetsorganisationen Child Care Trust som stöttade barn och unga mammor. Hon har beskrivits som en färgstark kvinna, känd för sina dyra kläder och smycken.

### Död
År 2005 avled hon i Marbella efter en fettsugningsoperation i Marbella, även om det initialt tillkännagavs att hon avlidit till följd av en astmaattack. Läkaren som utfört ingreppet dömdes år 2009 till ett års fängelse, böter samt förbud att utöva yrket under tre år.